# Gorki (Novopokróvskaya, Krasnodar)
Gorki (del ruso: ) es un posiólok del raión de Novopokróvskaya del krai de Krasnodar, en Rusia. Está situado a orillas del Gorkaya Balka, afluente del Yeya, 7 km al nordeste de Novopokróvskaya y 173 km al nordeste de Krasnodar, la capital del krai. Tenía 2 habitantes en 2010.
Pertenece al municipio Novopokróvskoye.

## Historia
Fue fundado como Gorkovski en 1877.